# Oklahoma City
Oklahoma City este capitala statului Oklahoma al Statelor Unite ale Americii, respectiv sediul comitatului omonim, Oklahoma. Orașul, fondat în 1889 și care se găsește în partea centrală a statului, se întinde pe teritoriul a patru comitate, Canadian, Cleveland, Oklahoma și Pottawatomie, toate din același stat.

## Personalități născute aici
- Ralph Ellison (1914 - 1994), scriitor, critic literar și profesor;
- Lou Antonio (n. 1934), actor, regizor.

## Vedeți și
- International Gymnastics Hall of Fame